# Iselin (New Jersey)
 Iselin – jednostka osadnicza w hrabstwie Middlesex w stanie New Jersey w USA. Miasto według danych z 2010 roku liczyło ponad 18,5  tys. mieszkańców.
Należy do konglomeracji Woodbridge Township. Centrum miasta to sklepy, restauracje emigrantów z Indii, przeszło 25% populacji Iselin to emigranci z Azji Południowej.